# Никаноров Олександр Пилипович
Олекса́ндр Пили́пович Никано́ров (серпень 1894, місто Москва, тепер Російська Федерація — розстріляний 27 січня 1940, місто Москва) — радянський партійний діяч, 1-й секретар Архангельського обласного комітету ВКП(б) (1937—1939). Депутат Верховної Ради СРСР 1-го скликання (1937—1939).

## Біографія
Народився в родині робітника-слюсаря. У 1908 році закінчив початкове міське училище в Москві.
У серпні 1908 — листопаді 1912 року — учень картузника приватної картузної майстерні в Москві. У грудні 1912 — березні 1917 року — пакувальник приватних торгових складів у Москві.
У квітні 1917 — листопаді 1918 року — член правління робітничої кооперації Замоскворецького району Москви. У серпні 1917 року був обраний до Московської Ради робочих депутатів.
Член РКП(б) з червня 1918 року.
У листопаді 1918 — березні 1919 року — уповноважений із продовольчих заготівель центральної секції робітничої кооперації в місті Казані. У квітні — серпні 1919 року — уповноважений із продовольчих заготівель центральної секції робітничої кооперації в місті Самарі. У вересні 1919 — лютому 1920 року — уповноважений із продовольчих заготівель центральної секції робітничої кооперації в місті Симбірську.
У березні — листопаді 1920 року — голова правління Симбірського міського споживчого товариства.
У листопаді 1920 — квітні 1921 року — секретар Симбірського міського комітету РКП(б).
У травні 1921 — серпні 1924 року — студент Комуністичного університету імені Свердлова в Москві.
У вересні 1924 — грудні 1925 року — пропагандист пропагандистської групи ЦК РКП(б) в місті Луганську Української СРР.
У січні — травні 1926 року — пропагандист пропагандистської групи ЦК ВКП(б) в місті Бєжиця Брянської губернії.
У червні — жовтні 1926 року — інструктор агітаційно-пропагандистського відділу ЦК ВКП(б).
У листопаді 1926 — червні 1931 року — слухач аграрного відділення Інституту червоної професури в Москві.
У липні 1931 — квітні 1932 року — заступник керівника сільськогосподарської групи Центральної Контрольної Комісії — Народного комісаріату робітничо-селянської інспекції СРСР.
У травні 1932 — березні 1933 року — заступник директора Міжнародної ленінської школи при Комінтерні в Москві.
У квітні 1933 — січні 1935 року — інструктор, завідувач планово-економічного сектора сільськогосподарського відділу ЦК ВКП(б).
У січні — серпні 1935 року — заступник завідувача сільськогосподарського відділу Ленінградського обласного комітету ВКП(б). У вересні 1935 — жовтні 1936 року — завідувач відділу культурно-освітньої роботи Ленінградського обласного комітету ВКП(б). У жовтні 1936 — квітні 1937 року — завідувач сільськогосподарського відділу Ленінградського обласного комітету ВКП(б). У квітні — жовтні 1937 року — завідувач відділу пропаганди і агітації Ленінградського обласного комітету ВКП(б).
22 жовтня — листопад 1937 року — 3-й секретар Ленінградського обласного комітету ВКП(б).
5 листопада 1937 — 20 липня 1938 року — виконувач обов'язків 1-го секретаря Архангельського обласного і міського  комітетів ВКП(б). 20 липня 1938 — 26 лютого 1939 року — 1-й секретар Архангельського обласного і міського комітетів ВКП(б). Входив до складу особливої трійки, створеної за наказом НКВС СРСР від 30 липня 1937 року, брав активну участь в сталінських репресіях.
Звільнений з посади першого секретаря Архангельського обласного комітету ВКП(б) «за незадовільне керівництво лісозаготівлями». Після звільнення з посади мешкав в Архангельську. У квітні 1939 року направлений в розпорядження Саратовського обласного комітету ВКП(б) для викладацької роботи.
26 квітня 1939 року заарештований органами НКВС за звинуваченням в «участі в контрреволюційній організації». 26 січня 1940 року засуджений Військовою колегією Верховного суду СРСР до розстрілу. Вирок був приведений у виконання наступного дня, 27 січня. Похований на Донському кладовищі Москви.
10 березня 1956 року Військова Колегія Верховного Суду СРСР скасувала вирок. На засіданні КПК при ЦК КПРС від 23 червня 1956 року Олександр Никаноров був повністю реабілітований.